# Casa de Vicente Martínez
La Casa Vicente Martínez es un edificio de estilo modernista que está ubicado en la esquina que forman la calle García Cabrelles y la calle Cardenal Cisneros del Ensanche Modernista de Melilla (España), y forma parte del Conjunto Histórico Artístico de la Ciudad de Melilla, un Bien de Interés Cultural.

## Historia
Iniciado por el contratista Lázaro Torres García, el 7 de noviembre de 1928 se lo vende a Vicente Martínez, que solicita retomar las obras en noviembre de 1931 y lo termina en 1932 con Adolfo Hernández, cómo ebanista y José Palomo cómo cerrajero, según proyecto del arquitecto Enrique Nieto. 
En julio de 1948 se construye una cubierta de cristal pisable con armadura de hierro, en el piso principal para dar mayor amplitud al almacén y a la droguería y a finales de 1983, se llevará a cabo un proyecto de rehabilitación por el arquitecto Juan Carlos César Romero y desde julio de 2009, bajo la dirección del arquitecto Guillermo Remartínez.

## Descripción
Consta de planta baja, en la que se encuentra la Drogería Modelo, que conserva la solería y el mobiliario originales diseñados pra ella y tres plantas, en las que se encontraba la vivienda de la Familia Vicente Martínez más los cuartillos de la azotea, construido con paredes ladrillo macizo, con vigas de hierro y bovedillas del mismo ladrillo y en el que destaca sus fachadas, con casi idéntica composición, con una planta baja simple, con líneas horizontales y cuatro vanos con arcos de carpanel, que dan paso a los pisos superiores, con  miradores centrales de dos pisos, con balaustradas en la planta principal y adornos calados en la primera, pilastras jónicas y guirnaldas, que termina en una terraza en la segunda planta. Este mirador está flanqueado por balcones y en la segunda planta las molduras sobre los dinteles de las ventanas se vuelven más complicadas, encontrándose figuras de ángeles de rostros femeninos que culminan las pilastras.